# Curtafond
Curtafond – miejscowość i gmina we Francji, w regionie Owernia-Rodan-Alpy, w departamencie Ain.

## Demografia
Według danych na styczeń 2012 r., gminę zamieszkiwały 734 osoby, a gęstość zaludnienia wynosiła 59,1 osób/km².